# Rue Malaïa Nikitskaïa
La rue Malaïa Nikitskaïa (Малая Никитская улица), ce qui signifie littéralement petite rue de saint Nicétas (ou Nikita), est une rue du centre historique de Moscou.

## Situation et accès
Située dans le quartier de la Presna, elle débute place de la Porte Nikitskie (où la numérotation débute) et se termine dans la grande rue Sadovaïa-Koudrinskaïa, sur une longueur de 800 mètres. Elle est parallèle à la rue Bolchaïa Nikitskaïa.

## Origine du nom
Son nom provient de l'ancien monastère féminin Saint-Nicétas qui se trouvait autrefois à l'emplacement des numéros 7 à 10 de la rue Bolchaïa Nikitskaïa, à l'angle de la voie (pereoulok) Bolchoï Kislovski.

## Historique
La rue a été tracée au XVIIe siècle. Elle s'ouvrait voie Vspolny (où se trouvait l'église Saint-Georges construite en 1779 et détruite par les autorités communistes en 1932) et s'appelait rue Saint-Georges.
Au début du XIXe siècle, elle est prolongée jusqu'à la ceinture des Jardins, parallèlement à la rue Bolchaïa Nikitskaïa; et reçoit son nom actuel. Elle change de nom de 1948 à 1993 pour prendre celui de « rue Katchalov » en l'honneur de l'acteur Vassili Katchalov qui y vécut de 1915 à 1922.

## Bâtiments remarquables et lieux de mémoire
Elle longe au début l'église de la Grande Ascension (où s'est marié Alexandre Pouchkine).

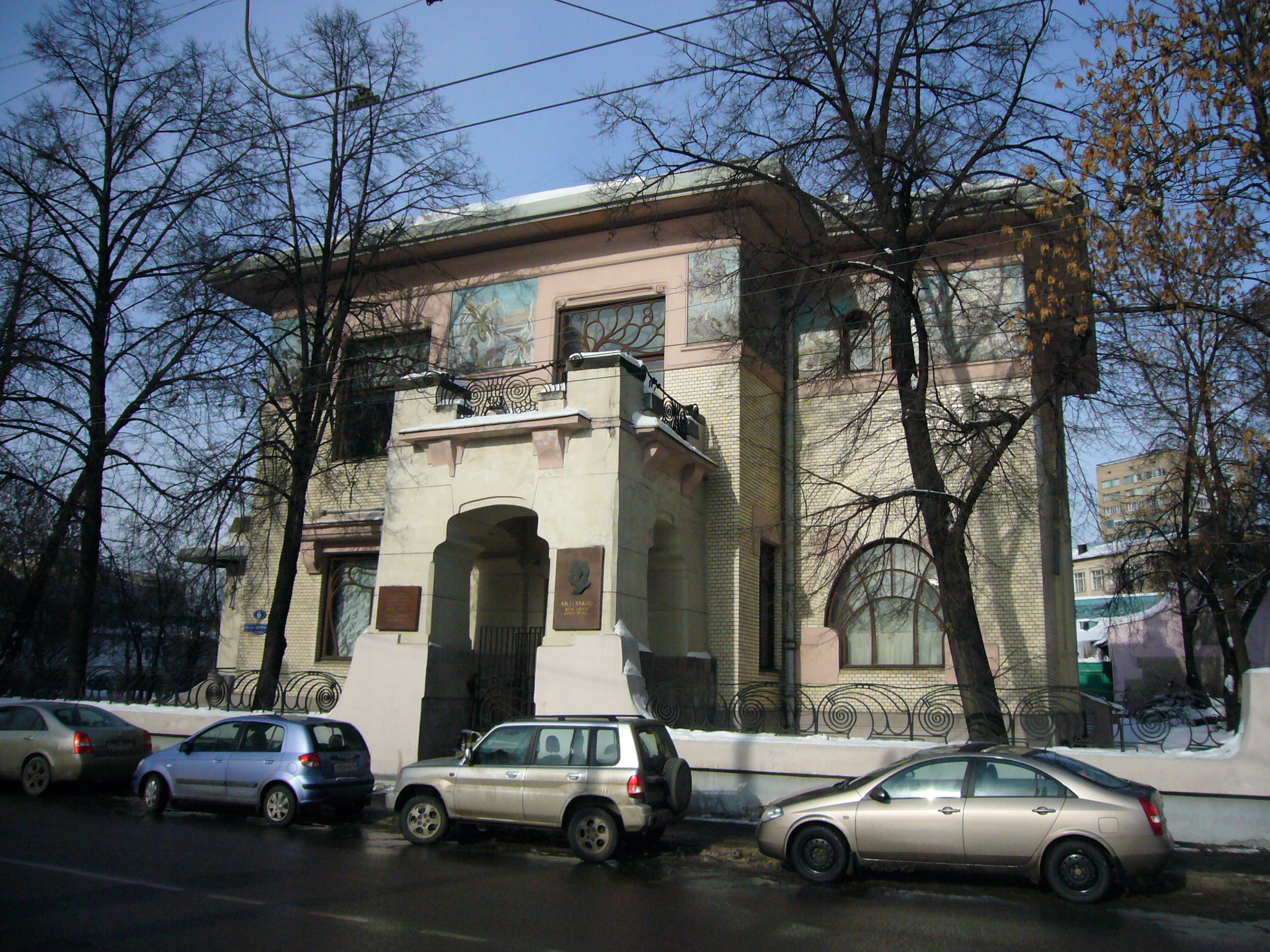
Numéro 6ː hôtel particulier Riabouchinski et musée Gorki.
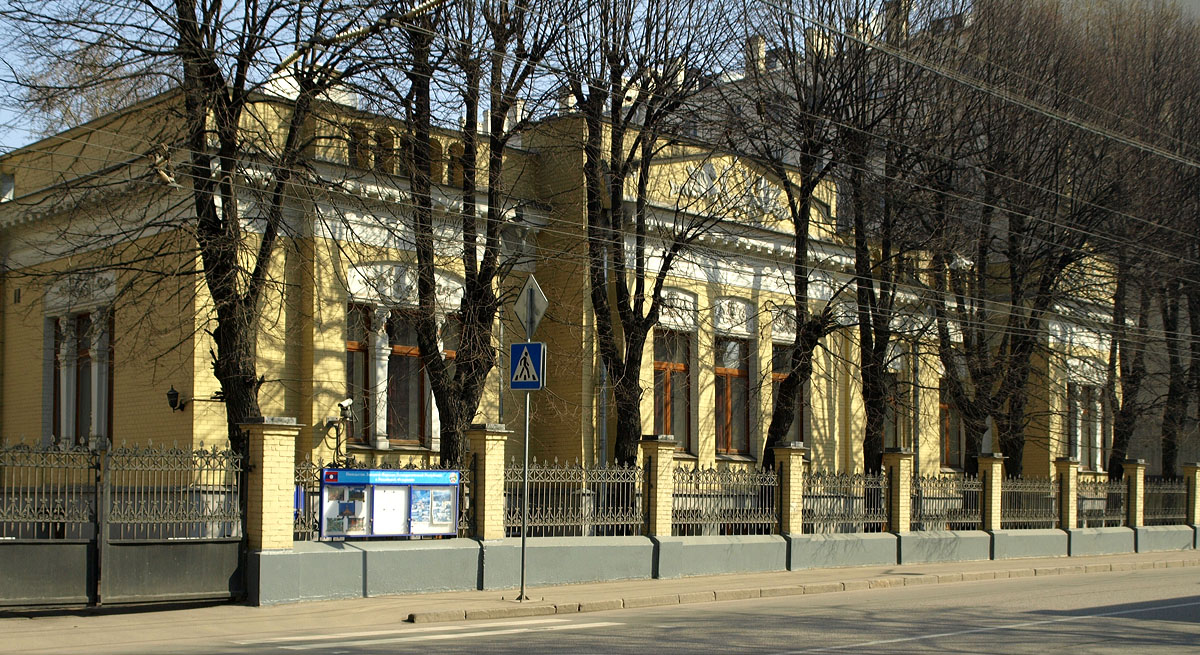
Numéro 18ː Hôtel particulier Ferster.
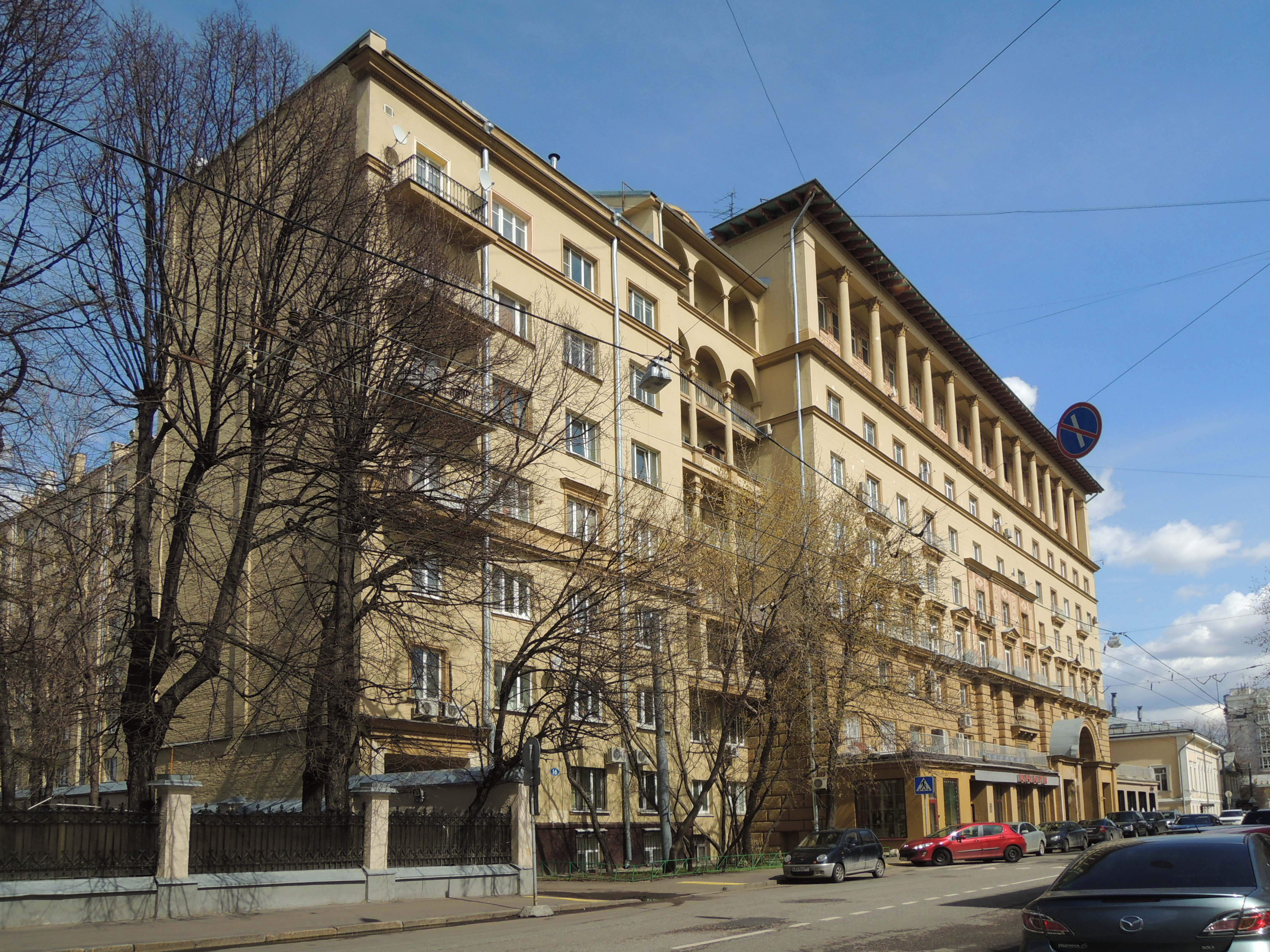
Immeuble au numéro 16.
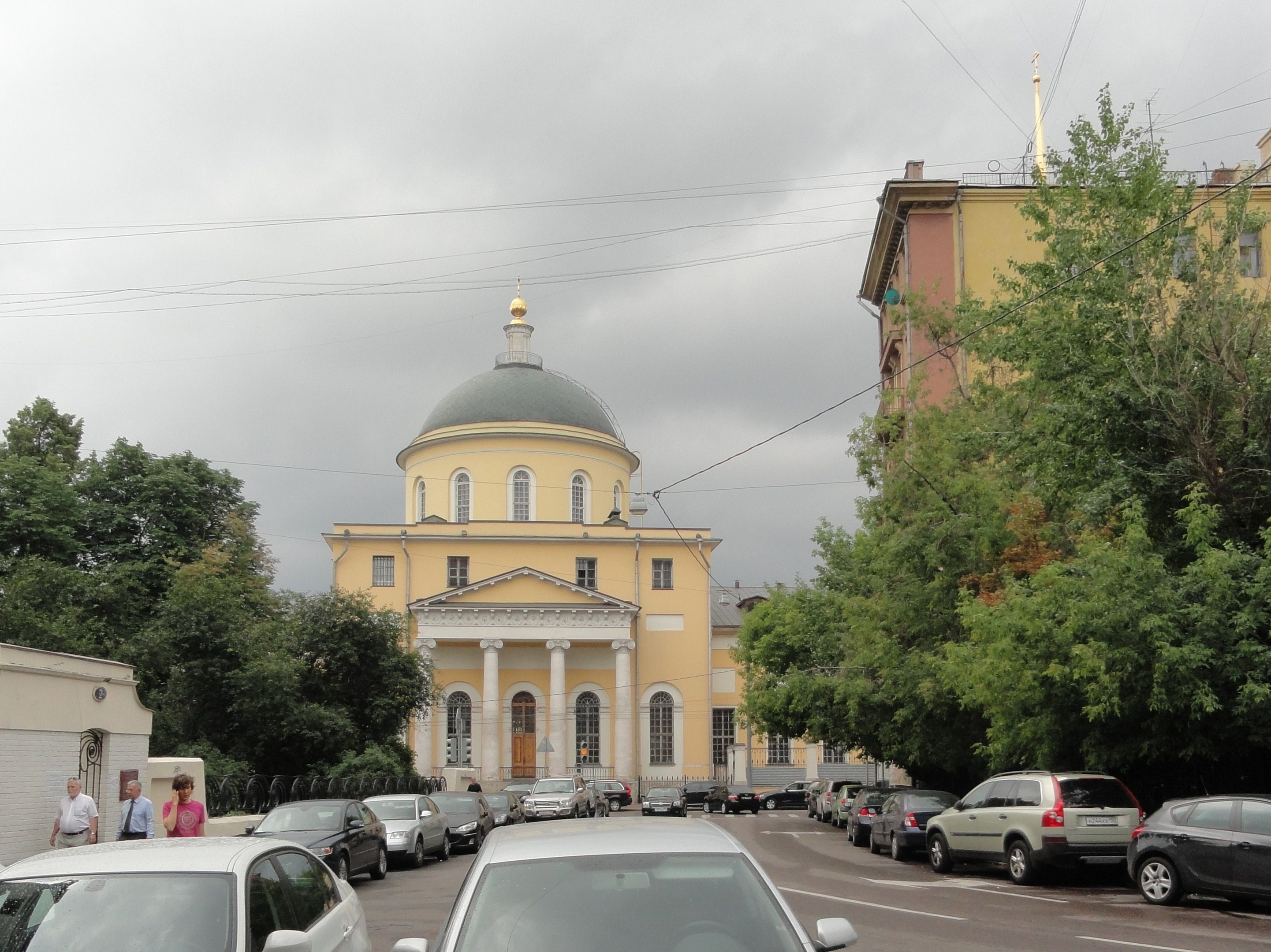
Église de la Grande Ascension.

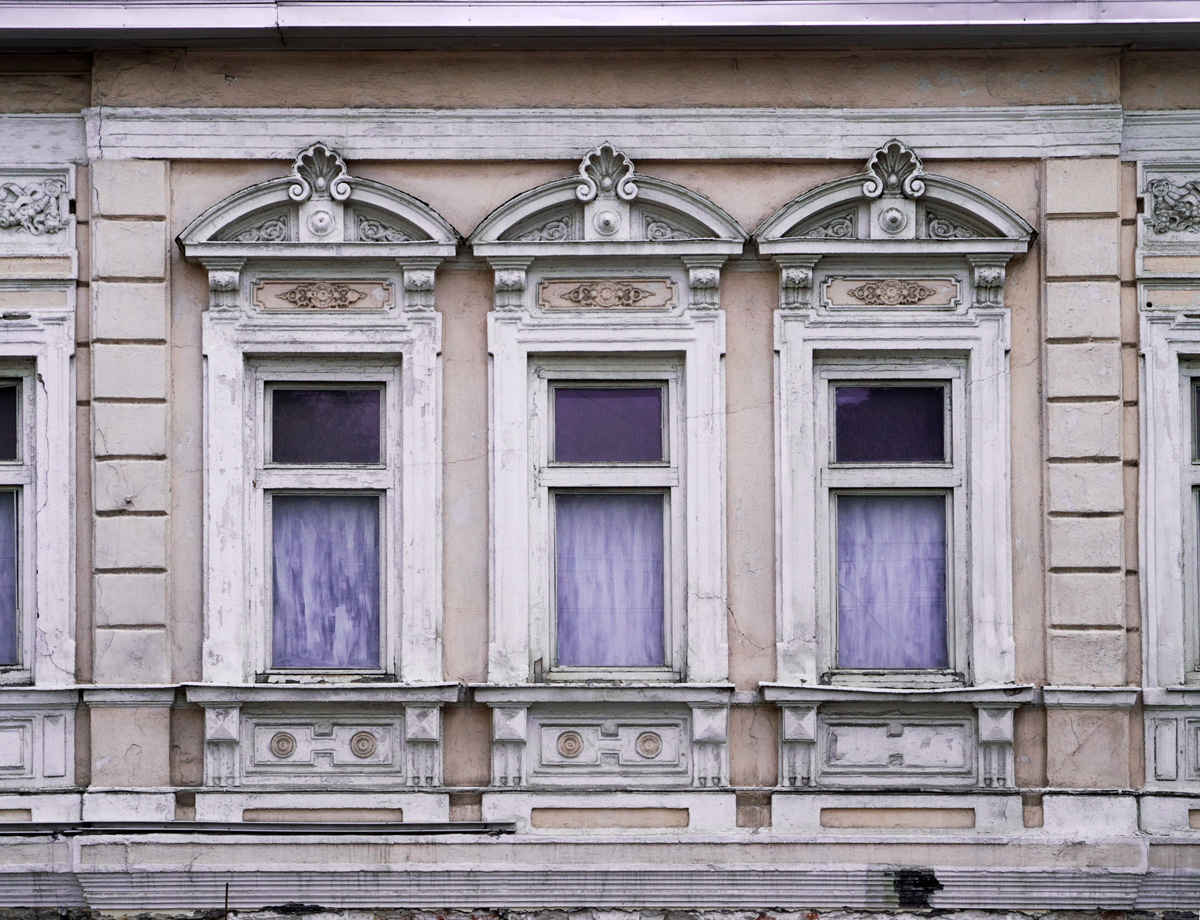
Détail de la façade du numéro 25.

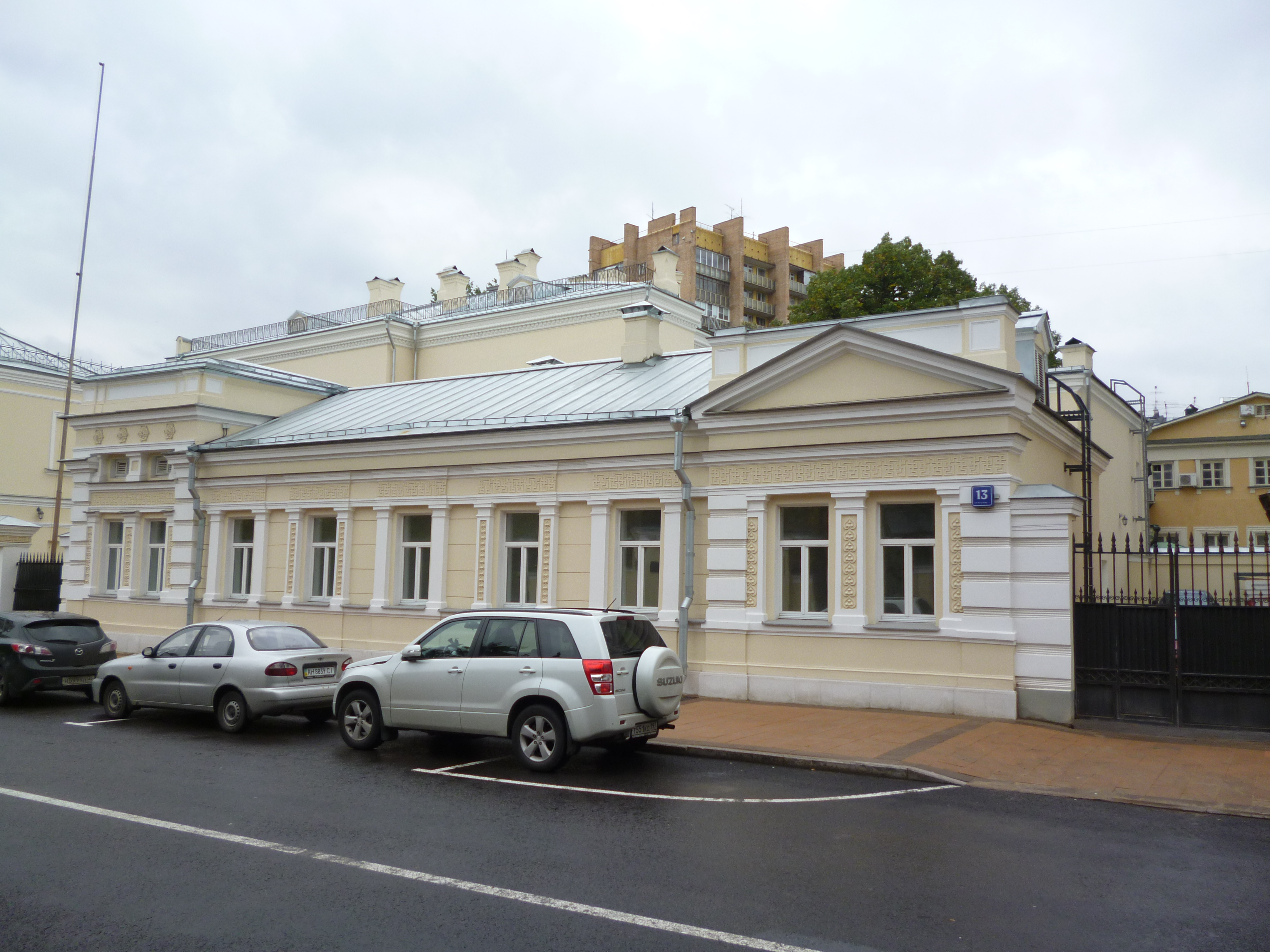
Aile occidentale du numéro 13.

### Numéros impairs
- No 13 — Hôtel particulier Souvorov, aujourd'hui ambassade du Nigéria à Moscou.
- No 15 — Immeuble de rapport construit en 1912 par l'architecte O. G. Piotrovitch.
- No 19 — Hôtel particulier du XIXe siècle, reconstruit en 1886 par l'architecte F. N. Kolbe. Une partie (No 19, 21), appartenait dans les années 1870 au prince P. P. Dolgorouki, en 1802 à la majore E. A. Novossiltseva, dans les années 1820-1830 à l'assesseur de collège N. A. Gontcharov (père de Natalia Gontcharova, femme de Pouchkine). L'ensemble a été divisé entre plusieurs propriétaires en 1831.
- No 21 — Partie de l'hôtel particulier (cf No 19). Bâtiment actuel construit en 1843. C'est dans une aile que s'est installé Tchaïkovski au début de novembre 1873 ; il y a terminé le 2e Quartet et y a commencé son opéra « Le Forgeron Vakoula ». Le chimiste V. V. Markovnikov y a habité de 1899 à 1904. Après la révolution d'octobre, le théâtre Voregger s'y est installé.
- No 27 — Le terrain appartenait à l'hôtel particulier du prince Gagarine et donnait sur la rue Bolchaïa Nikitskaïa. Le terrain a été séparé de l'hôtel particulier dans les années 1860 et le long de la rue s'élevaient déjà des maisons de trois étages. L'architecte Markovnikov habitait l'une d'elles.
- No 29 — Immeuble de rapport construit par Piotrovitch en 1909 à la place d'une ancienne maison de bois ayant appartenu au général-major Bakhmetiev, puis au comte P. N. Chérémétiev.
- No 31 — Maison de bois qui servait de cure à la paroisse Saint-Georges-le-Victorieux. Construite après l'incendie de Moscou de 1812 et reconstruite en 1902.
- No 33 — Immeuble de rapport construit en 1909 pour l'ingénieur civil V. I. Dzewulski.
- No 35 — Hôtel particulier de N. S. Kahn, construit par Franz Schechtel en 1901.

### Numéros pairs

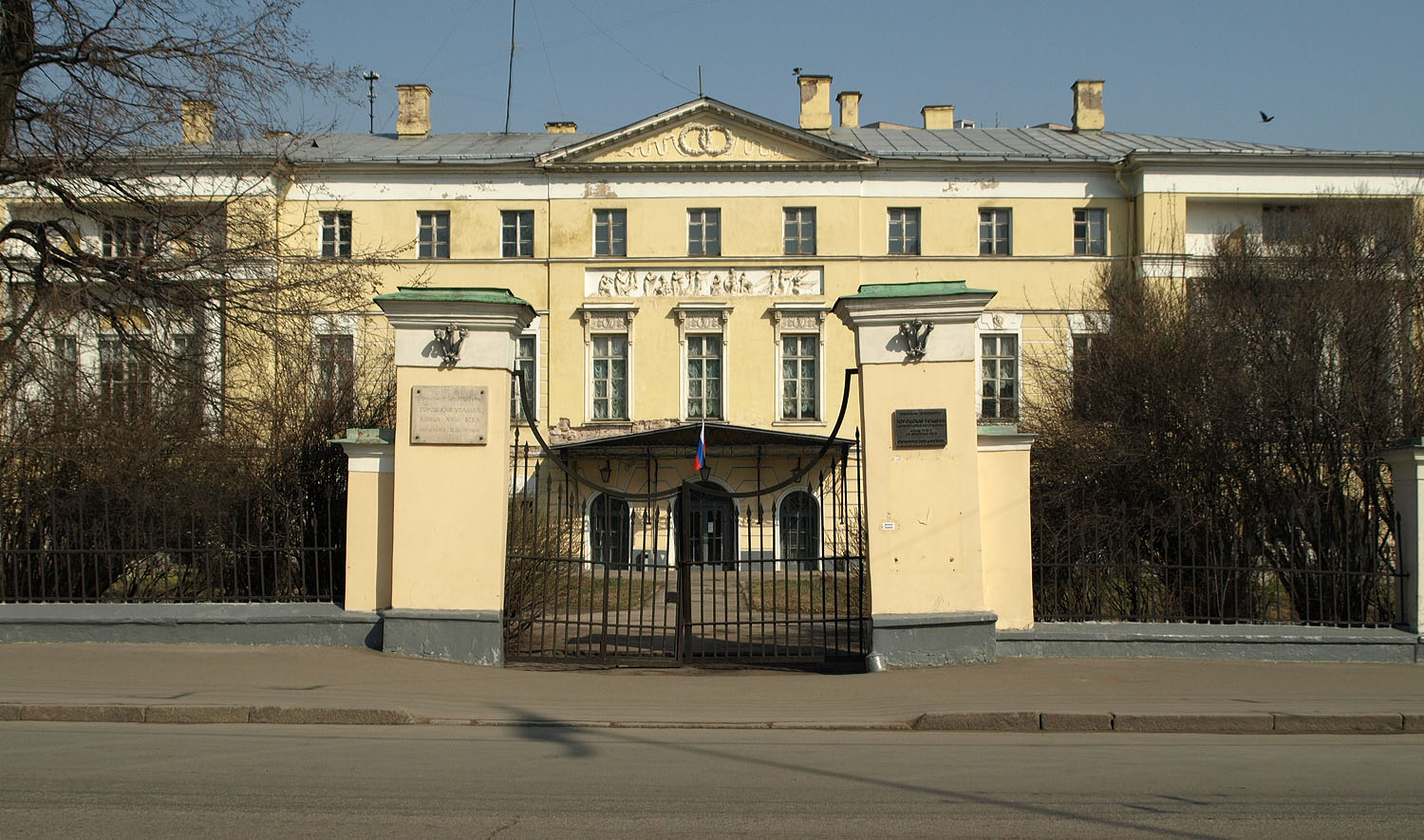
Ancien hôtel particulier Dolgorouki-Bobrinski.

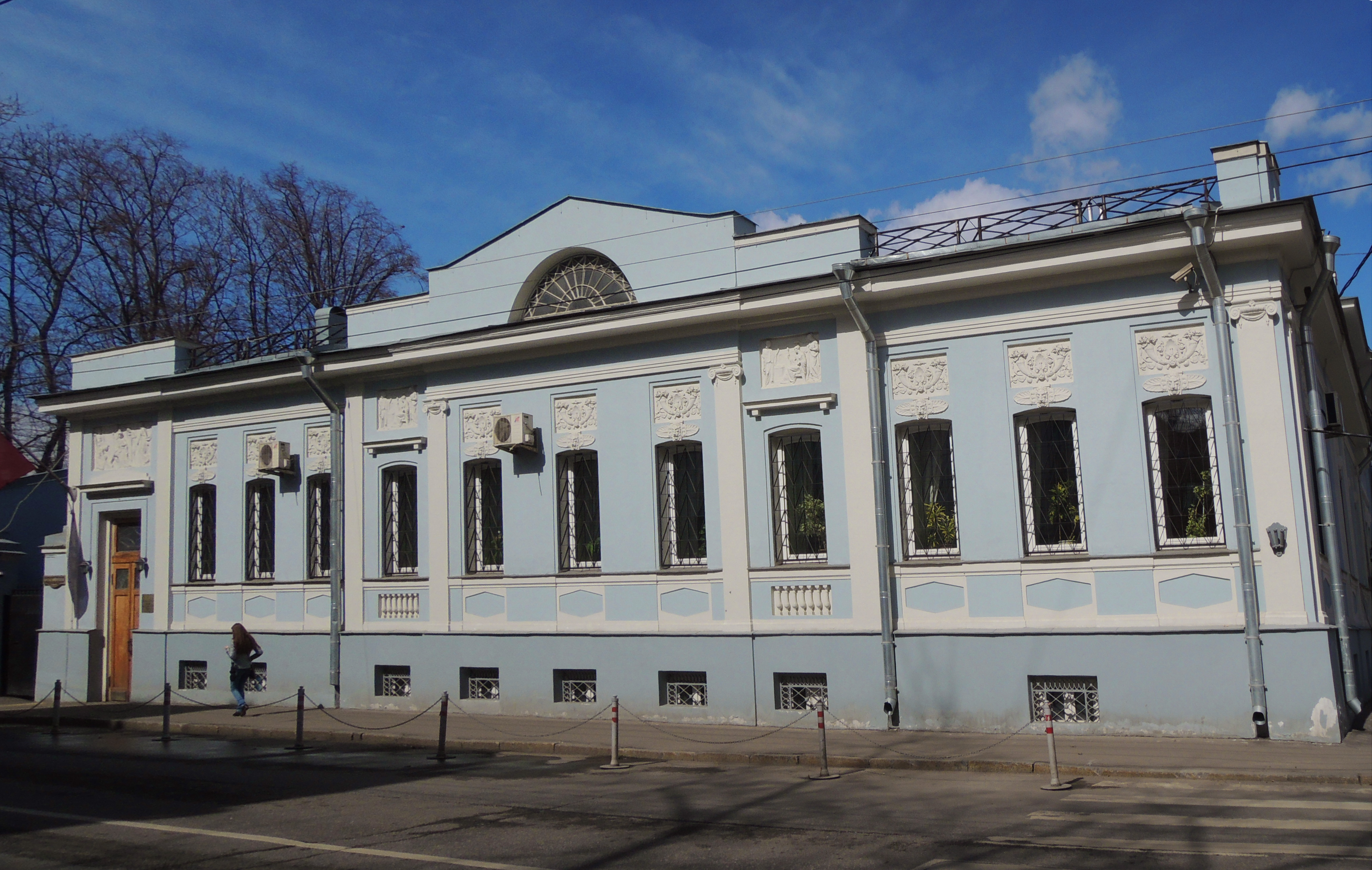
Ancien hôtel particulier Tarassov, au numéro 28.

- No 4 — Immeuble de rapport construit en 1910 par l'architecte Sergueï Tchernavski.
- No 6 — Hôtel particulier Riabouchinski (abritant le musée Gorki), construit en 1900-1903 par Franz Schechtel pour la richissime famille Riabouchinski en style Art nouveau.
- No 8 — Immeuble de rapport construit en 1903 par l'architecte Alexandre Eline
- No 10 — Immeuble de rapport construit en 1906 pour Mme Toropina par l'architecte Ossip Chichkovski. L'historien Vitali Einhorn (1862-1947) y a vécu[1].
- No 12 — Hôtel particulier Dolgorouki-Bobrinski qui servit au tournage du film de Bondartchouk Guerre et Paix inspiré de Tolstoï pour l'hôtel particulier des Rostov. L'édifice inspire aussi Boris Akounine qui y fait vivre son personnage Eraste Pétrovitch Fandorine de 1883 à 1891.
- No 14 — Immeuble de rapport construit en 1911 par l'architecte Alexeï Iéromine. l'académicien Vladimir Vernadski y a vécu
- No 16 — Immeuble d'appartements construit par la coopérative «Le Travailleur du Kremlin» en 1936-1938 d'après les plans de l'architecte A. I. Efimov. La façade est agrémentée d'une colonnade dans la technique du sgraffito[2]. L'actrice Lioudmila Fetissova y a vécu [3], ainsi que la ballerine Irina Tikhomirnova[4] et l'historien de l'art Viktor Grachtchenkov [5]. L'édifice occupe la place du parc d'un ancien hôtel particulier (No 16, 18) qui appartenait dans les années 1850 au conseiller titulaire A. I. Meisner.
- No 18 — Hôtel particulier Ferster construit en 1899 par l'architecte Adolf Erichson, aujourd'hui ambassade du Laos à Moscou. partie de l'ancien terrain de l'hôtel Meisner (сf No 16)
- No 20 — Immeuble de rapport construit en 1893 par l'architecte Illarion Ivanov-Schitz, et reconstruit ensuite. L'écrivain Léonide Andreïev y a loué un appartement en 1896. L'acteur Vassili Katchalov[6] y a habité de 1915 à 1922. Avant l'immeuble de la fin du XIXe siècle, se trouvait ici un petit hôtel particulier de bois appartenant à la famille Ogariov où Léon Tolstoï descendit en 1871 et 1872.
- No 24, porte 2 (autrefois No 22) — Immeuble moderne construit en 1966 par Ferdmann.
- No 24, porte 1 — immeuble construit par Zemski en 1939 pour la maison d'État de radiodiffusion et d'enregistrement. Autrefois se trouvait ici l'église Saint-Georges-le-Victorieux connue dès 1635, reconstruite en pierre en 1777-1779[7]. Tchaïkovski s'y est marié en 1877, mariage qui allait être malheureux. l'église a été démolie en 1932.
- No 28/1 — Hôtel particulier Tarassov construit en 1884 par l'architecte Vassili Karneïev, aujourd'hui ambassade de Tunisie à Moscou. Après la famille Tarassov, l'hôtel particulier a appartenu à la famille Bakakine-Mindovski. Elle a fait construire en 1909-1913 un bâtiment supplémentaire à trois étages par l'architecte Adolf Erichson pour y donner à louer des appartements. Le sinistre Béria a vécu dans l'hôtel particulier.

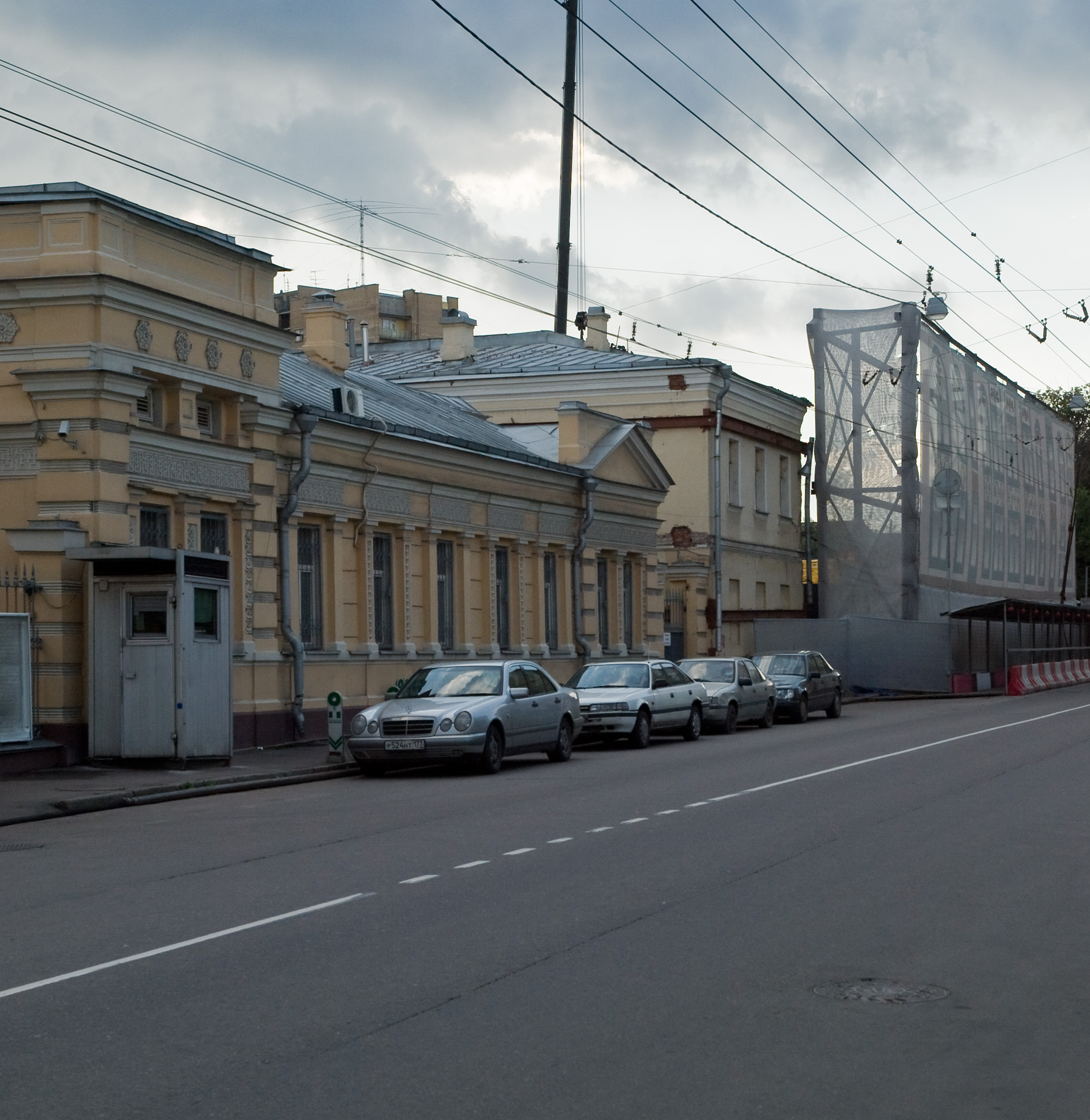
Ambassade du Nigéria, numéro 13.
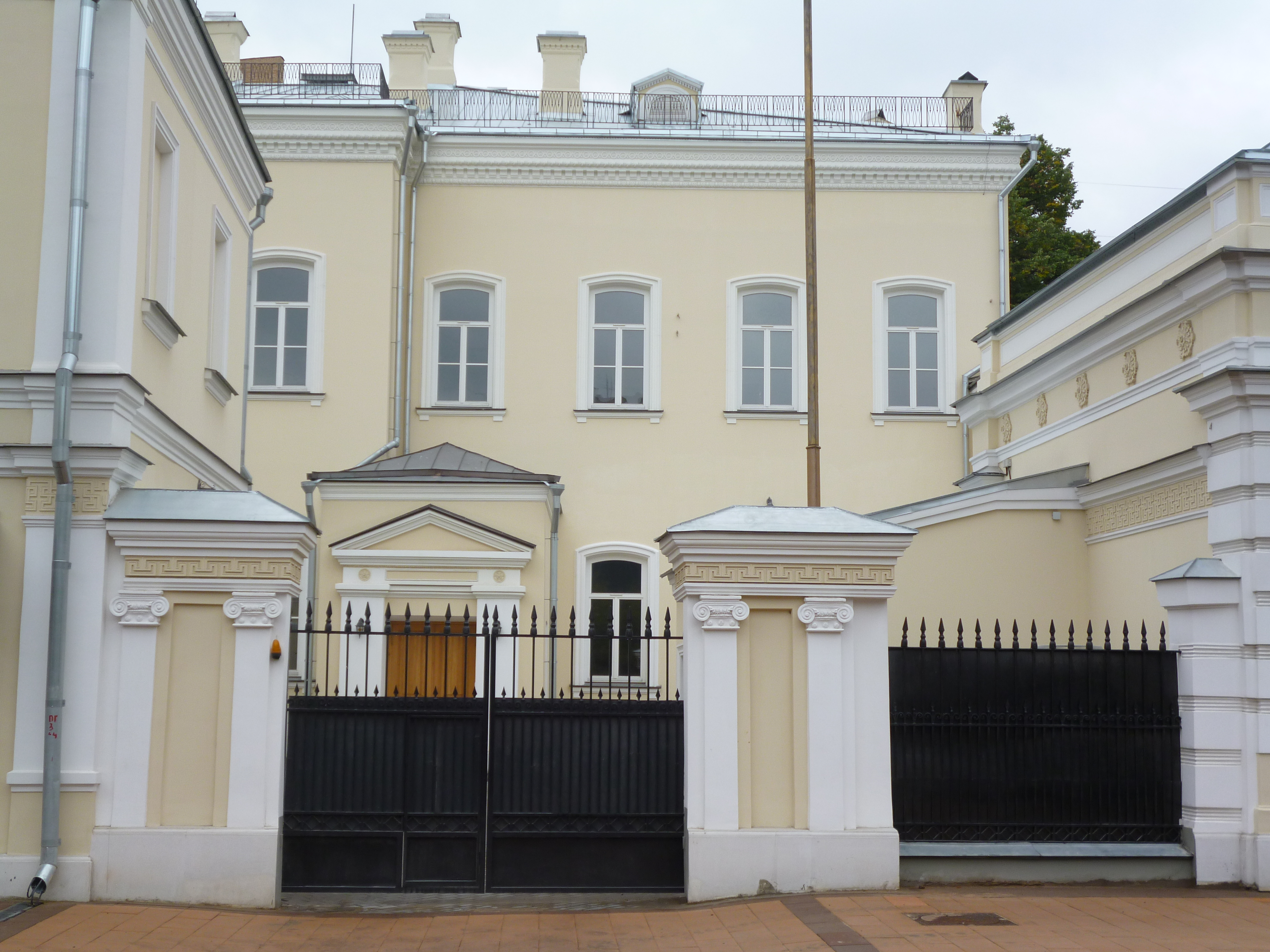
Portail du numéro 14.
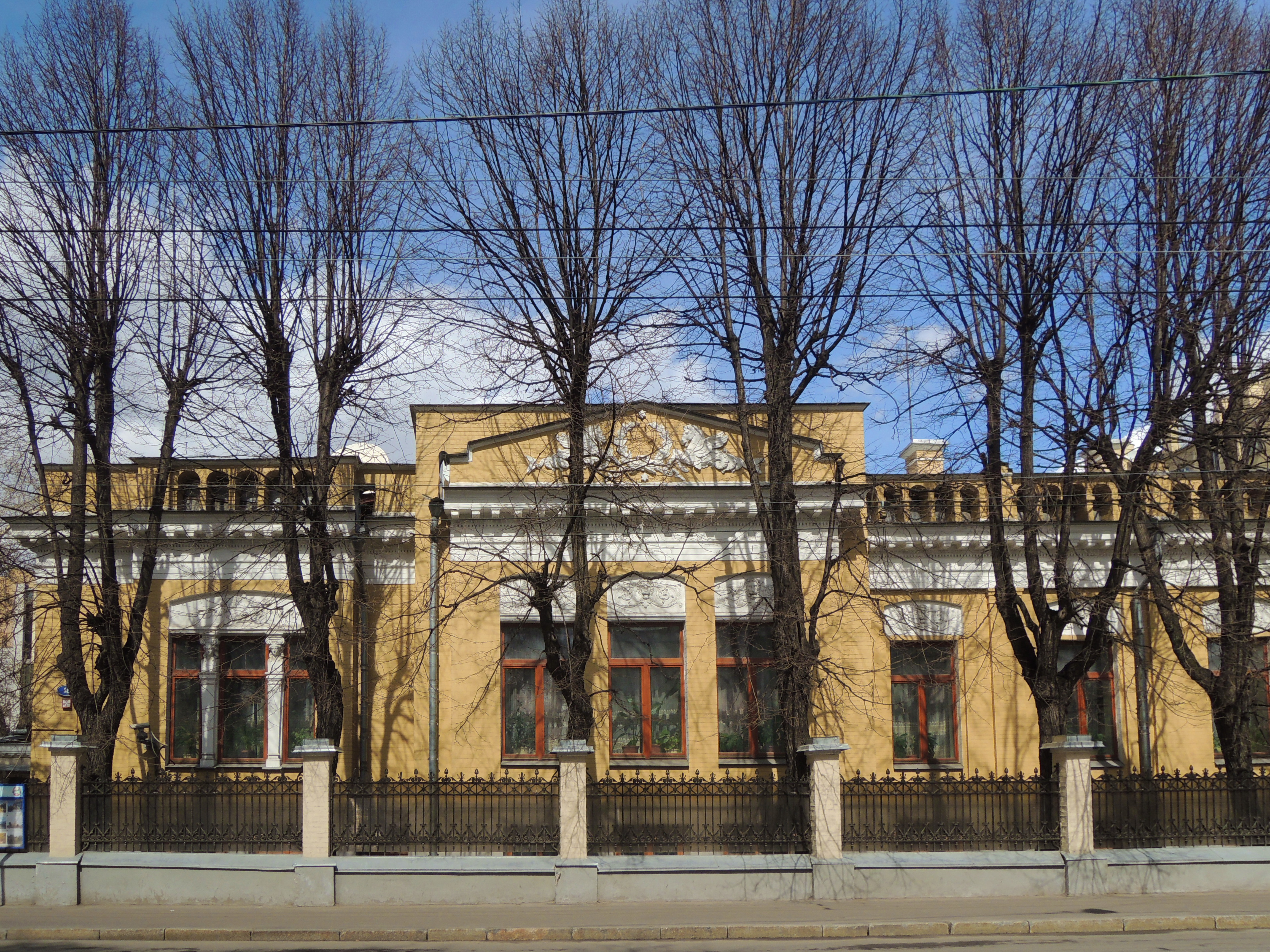
Ambassade du Laos, numéro 18.